# Nasi goreng

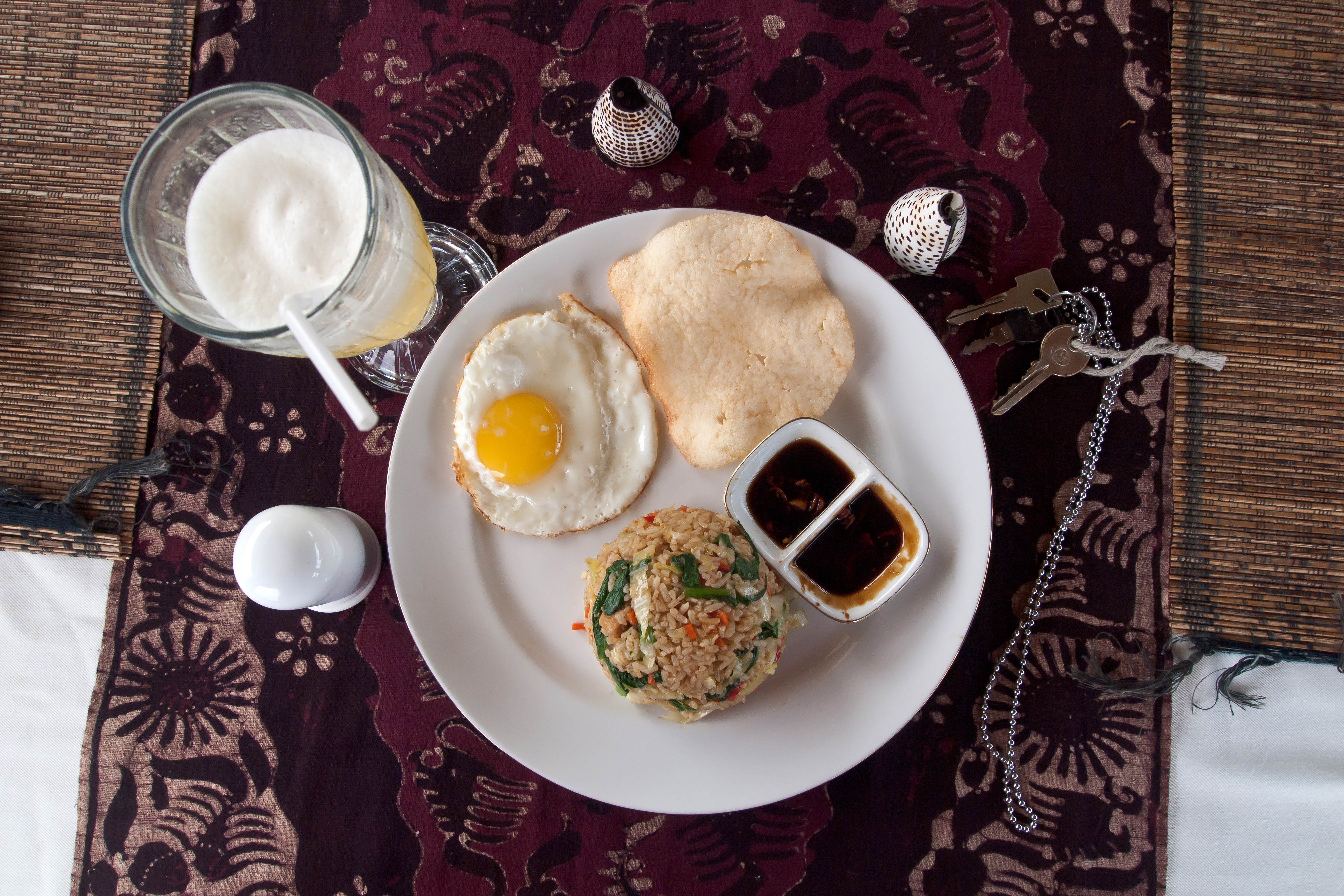
Nasi goreng

El nasi goreng es un plato de arroz típico de la  cocina indonesia y malaya, es una versión del arroz frito, que es lo que significa en los dos idiomas: indonesio y malayo.

## Variantes
La diferencia principal cuando se compara con el arroz frito es que está cocinado con salsa de soja dulce (kecap manis). Suele ir acompañado por alimentos adicionales, tales como huevo frito, pollo frito, satay o keropok. Cuando es acompañado por un huevo frito, se conoce como nasi goreng especial. El plato es también muy popular en Singapur.
Fuera de Asia se prepara este plato en la mayoría de los países donde existe un contingente de población significativamente grande de origen asiático suroriental. Es muy popular en los Países Bajos, donde se dice que el plato fue adoptado de la gente local durante la época de las Indias Orientales Neerlandesas (ahora Indonesia).